# 9971 Ishihara
9971 Ishihara è un asteroide della fascia principale. Scoperto nel 1993, presenta un'orbita caratterizzata da un semiasse maggiore pari a 2,1811999 UA e da un'eccentricità di 0,1214754, inclinata di 2,74892° rispetto all'eclittica.